# Nicolaouova totální syntéza taxolu

Nicolaouova totální syntéza taxolu z hlediska výchozích látek

Nicolaouova totální syntéza taxolu je způsob totální syntézy taxolu, kterou vyvinul se svými spolupracovníky K. C. Nicolaou v roce 1994. Taxol je významným léčivem, ovšem také velmi drahým, protože se získává z vzácného zdroje, kterým je tis západoamerický (Taxus brevifolia).
Tento postup je jedním z několika způsobů syntetické výroby taxolu; existují i další syntézy, například Holtonova, což je lineární syntéza vycházející z borneolu, Danishefského, kde je výchozí látkou Wielandův–Miescherův keton, a Wenderova začínající pinenem.
Nicolaouova syntéza je konvergentní, protože se výsledná molekula vytváří ze tří předpřipravených bloků. Dvěma hlavními částmi jsou cyklohexenové kruhy A a C propojené dvojicí krátkých můstků za tvorby osmičlenného kruhu (kruhu B). Třetí předem vytvořenou částí je amidový řetězec. Kruh D je oxetan napojený na kruh C. Klíčovými přeměnami jsou při této syntéze Shapirova reakce a pinakolové párování.
Syntéza byla uveřejněna v roce 1995 ve čtveřici článků.

## Retrosyntéza
Taxol vzniká tvorbou esterových vazeb z diolu 7.2. Tento diol se vytváří z karbonátu 6.3 adicí fenyllithia. Oxetanový kruh sloučeniny 6.3 byl získán SN2 reakcí mesylátu odvozeného od acetalu 4.9. Kruh B se uzavřel McMurryovou reakcí dialdehydu 4.8, odvozeného od aldehydu 4.2 a hydrazonu 3.6 Shapirovou reakcí.
|                          |
| Retrosyntéza - obrázek 1 |

Na následujícím obrázku je znázorněno, že aldehyd i hydrazon použité v Shapirove reakci byly vytvořeny Dielsovými–Alderovými reakcemi.
|                           |
| !Retrosyntéza - obrázek 2 |

## Syntéza kruhu C
Syntéza kruhu C začíná Dielsovou-Alderovou reakcí dienu 1.3 a dienofilu 1.1 za přítomnosti fenylboronové kyseliny (1.2), kde po přidání 2,2-dimethylpropan-1,3-diolu vznikl pětičlenný lakton 1.8 se 62% výtěžností. Po navázání terc-butyldimethylsilyletherů (sloužících jako chránicí skupiny) na hydroxyly proběhne redukce esteru hydridem lithnohlinitým a selektivní oddělení chránicí skupiny ze sekundárního hydroxylu za tvorby laktondiolu 1.11. Tento lakton je hydratován 1.9 a izoluje se meziprodukt 1.10.
|                           |
| Syntézy kruhů - obrázek 1 |

Laktondiol 2.1 je po navázání chránicí skupiny selektivně redukován hydridem lithnohlinitým na triol 2.4. Tento triol je po přeměně na acetonid oxidován na aldehyd pomocí ruthenistanu tetrapropylamonného a N-methylmorfolin-N-oxidu. Aldehyd 2.6 slouží jako výchozí látka pro syntézu kruhu B (Syntézy kruhů - obrázek 4, sloučenina 4.2).
|                           |
| Syntézy kruhů - obrázek 2 |

## Syntéza kruhu A
Syntéza kruhu A začíná Dielsovou-Alderovou reakcí dienu 3.1 s 2-chlorakrylonitrilem 3.2, jejímž produktem je derivát cyklohexenu 3.3 s již hotovou regioselektivitou. hydrolýzou kyanochloroskupiny a současným odštěpením acetátové skupiny vzniká hydroxyketon 3.4. Hydroxylová skupina je ochráněna jako terc-butyldimethylsilylether (3.5). V rámci přípravy na Shapirovu reakci se tento keton přemění na hydrazon 3.6.
|                           |
| Syntézy kruhů - obrázek 3 |

## Syntéza kruhu B

Stereochemie adice na 4.2; převládá reakce na Re straně.

Spojením kruhů A a C se vytváří osmičlenný kruh B. Jedno ze spojení se vytvoří nukleofilní adicí vinyllithné sloučeniny na aldehyd a druhé pinakolovým párováním dvou aldehydů.
Shapirovou reakcí vinyllithné sloučeniny odvozené od hydrazonu 4.1 s aldehydem 4.2 vznikne první spojení vytvářející kruh B. Stereoselektivita 4.3 je pravděpodobně způsobena interakcemi vyvolávanými Si stranou, protože se nachází blízko axiální methylové skupiny. Epoxidační reakcí s vanadylacetylacetonátem se alken 4.3 změní na epoxid 4.4, jenž po redukci hydridem lithnohlinitým utvoří diol 4.5. Tento diol se poté ochrání jako karbonátový ester 4.6. Oddělí se silyletherové skupiny a diol 4.7 je zoxidován N-methylmorfolin-N-oxidem a ruthenistanem tetrapropylamonným na dialdehyd 4.8. V posledním kroku této části syntézy proběhne pinakolové párování za přítomnosti chloridu titanitého a slitiny zinku s mědí, jehož produktem je diol 4.9.
|                           |
| Syntézy kruhů - obrázek 4 |

## Rozlišení
V této části syntézy se vytvořil racemický meziprodukt. Získání potřebného enantiomeru se dosáhne acylací allylového alkoholu 4.9 (1S)-(−)-kamfanchloridem a 4-dimethylaminopyridinem, čímž vzniknou dva diastereomery, jež jsou následně od sebe odděleny sloupcovou chromatografií a potřebný enantiomer se odizoluje reakcí diastereomerů roztokem hydrogenuhličitanu draselného v methanolu.
|                           |
| Enantiomení rozlišení 4.9 |

## Syntéza kruhu D
Enantiomer allylalkoholu získaný rozlišením 5.1 se acetyluje acetanhydridem a 4-(dimethylamino)pyridinem v chlormethanu za vzniku monoacetátu 5.2; tato reakce probíhá pouze na allylalkoholu a sousední hydroxyl se neacetyluje. Alkohol 5.2 se poté oxiduje ruthenistanem tetrapropylamonným a N-methylmorfolin-N-oxidem na keton 5.3. Alken se hydroboruje v tetrahydrofuranu. Oxidací peroxidem vodíku za přítomnosti hydrogenuhličitanu sodného vznikne alkohol 5.4 s 35% celkovou výtěžností a 15% výtěžností potřebného regioizomeru. Odstraněním acetonidu se následně vytvoří triol 5.5, který je monoacetylován na acetát 5.6. Benzylová skupina je odstraněna a nahrazena triethylsilylovou. Diol 5.7 se selektivně aktivuje methansulfonylchloridem a 4-(dimethylamino)pyridinem na mesylát 5.8, s výtěžností 78 %.
|                           |
| Syntéza kruhů - obrázek 5 |

Acetylová skupina u 6.1 se odstraní za tvorby primárního alkoholu 6.2. Taxolový kruh (D) se naváže vnitromolekulární nukleofilní substitucí na oxetan 6.3. Po acetylaci se použije fenyllithium k otevření kruhu karbonátu za vzniku alkoholu 6.5. Allylovou oxidací pyridiniumchlorchromátem, octanem sodným a křemelinou se vytvoří keton 6.6, jenž se redukuje tetrahydridoboritanem sodným na sekundární alkohol 6.7.
|                          |
| Sytéza kruhů - obrázek 6 |

## Navázání vedlejšího řetězce
Odžimův laktam 7.1 reaguje s alkoholem 7.2 za přítomnosti bis(trimethylsilyl)amidu sodného jako zásady; zde použitým alkoholem je triethylsilylether přírodní sloučeniny baccatinu III, podobná sloučenina 10-deacetylbaccatin III, se vyskytuje v tisu červeném s koncentrací v listech okolo 1 gramu na kilogram.
Odstraněním triethylsilylové chránicí skupiny vznikne taxol.
|                              |
| Navázání postranního řetězce |

## Příprava prekurzorů

### Dienofil pro tvorbu kruhu C
Ethylester kyseliny propionové (1) je bromován a poté přeměněn na Wittigovo činidlo reakcí s trifenylfosfinem. Aldehyd 6 se vytvoří z allylalkoholu (4) navázáním terc-butyldifenylsilyletherové skupiny (5) a následnou ozonolýzou. Wittigovo činidlo 3 a aldehyd 6 se zúčastní Wittigovy reakce za vzniku nenasyceného esteru 7, z něhož se odštěpí chránicí skupina, čímž vznikne dienofil 8.

### Příprava dienu pro tvorbu kruhu A
Aldolovou kondenzací acetonu a ethylacetacetátu vzniká β-ketoester 3. Grignardovou reakcí se zapojením methylmagnesiumbromidu se vytvoří alkohol 4, u něhož proběhne kysele katalyzovaná eliminace za vzniku dienu 5. Redukcí a acylací se poté vytvoří dien 7.

## Chránicí skupiny

### Ac (acetyl)
Navázání: Acetanhydrid, pyridin, 4-(dimethylamino)pyridin, dichlormethan
Odstranění: uhličitan draselný v methanolu vodě
Brání mesylaci primárního kyslíku u 5.8.

### Acetonid
Navázání: 2,2-dimethoxypropan, kyselina kamforsulfoová a dichlormethan
Odstranění: kyselina chlorovodíková, methanol, voda, diethylether
Ochrana vicinálního diolu 2.4 umožňuje selektivně oxidovat hydroxylovou skupinu alkoholu 2.5 na aldehyd 2.6. Acetonid byl odštěpen až později během přípravy uzavírání kruhu D.

### Bn (benzyl)
Navázání: hydrid draselný, jodid tetra-n-butylamonný a benzylbromid
Odstranění: Vodík, Pd(OH)2/C
Sekundární alkohol 2.2 byl ochráněn jako benzylether a tak mohla být provedena redukce laktonu  2.3. Benzyl byl odstraněn později při tvorbě alkoholu 5.7, který byl zpětně ochráněn jako triethylsilylether.

### Karbonátový ester
Navázání: Hydrid draselný, fosgen
Odstranění: Fenyllithium otevírá kruh karbonátu za vzniku alkoholu 6.5.
Ochrana zde usnadňuje tvorbu diolu 4.9 pinakolovým párováním a rovněž brání oxidaci při tvorbě dialdehydu 4.8.
Navázání: terc-butyldifenylsilylchlorid, imidazol a dimethylformamid
Odstranění: tetra-n-butylamoniumfluorid
Primární alkohol 2.1 byl ochráněn v rámci přípravy redukce laktonu v 2.3. Po odstranění chránicí skupiny před pinakolovým párováním se vytvořil diol 4.7.

### TBS (terc-butyldimethylsilyl) [1]
Navázání: terc-butyldimethylsilyltriflát, lutidin, 4-(dimethylamino)pyridin a dichlormethan
Odstranění: kyselina kamforsulfonová, dichlormethan, methanol.
Sekundární hydroxyl u 1.8 byl chráněn současně s terciárním hydroxylem.

### TBS (terc-butyldimethylsilyl) [2]
Navázání: terc-butyldimethylsilyltriflát, lutidin, 4-(dimethylamino)pyridin a dichlormethan
Odstranění: kyselina kamforsulfonová
Ochrana terciárního hydroxylu u 1.8 byla nutná k dosažení selektivní ochrany dalších hydroxylů na kruhu C.

### TBS (terc-butyldimethylsilyl) [3]
Navázání: dichloromethan, imidazol a terc-butyldimethylsilylchlorid
Odstranění: tetra-n-butylamoniumfluorid
Ochrana hydroxylové skupiny v 3.4 umožnila vstup ketonu do Shapirovy reakce vytvářející vinyllithnou sloučeninu 3.7.

### TES (triethylsilyl) [1]
Navázání: Triethylsilylchlorid a pyridin
Odstranění: hydrolýza kyselinou fluorovodíkovou, pyridinem a tetrahydrofuranem
Ochrana druhé hydroxylové skupiny v 5.7 je nezbytná pro umožnění navázání řetězce na alkohol 7.2

### TES (triethylsilyl) [2]
Navázání: tvorba Odžimova laktamu
Odštěpení: Hydrolýza kyselinou fluorovodíkovou a pyridin
Chráněná je sekundární alkoholová skupina Odžimova laktamu 7.1 během reakce s alkoholem 7.2 při navazování vedlejšího řetězce.